# Brauerei Zum Lamm
Die Brauerei Zum Lamm war eine Brauerei in Nennslingen, einer Marktgemeinde im mittelfränkischen Landkreis Weißenburg-Gunzenhausen, der neben der noch heute aktiven Brauerei Ritter St. Georg existierte. Die Brauerei Zum Lamm war zuerst in der alten Hausnummer 87, ab 1883 in der Nummer 123 beheimatet.

## Geschichte
Die Brauerei geht bis ins 16. Jahrhundert zurück. 1574 ist ein Hans Mögen als Bierbräu nachweisbar, 1651 lässt sich ein Andreas Ammersdorffer nachweisen. Nach dessen Tod führte seine Witwe Helena Maria Ammersdorffer zuerst allein und dann mit ihrem zweiten Mann Hans Georg Gloßner die Brauerei. Sie blieb bis 1865 im Besitz der Familie Gloßner. Ab 1874 war Simon Knoll der Besitzer, der sie 25 Jahre später an Christian Obermeyer verkaufte. Nach dessen Tod führte ab 1923 seine Witwe Babette Obermeyer die Brauerei. Ihr Sohn war von 1929 und 1942 der letzte Brauer.